# Kloster Phare

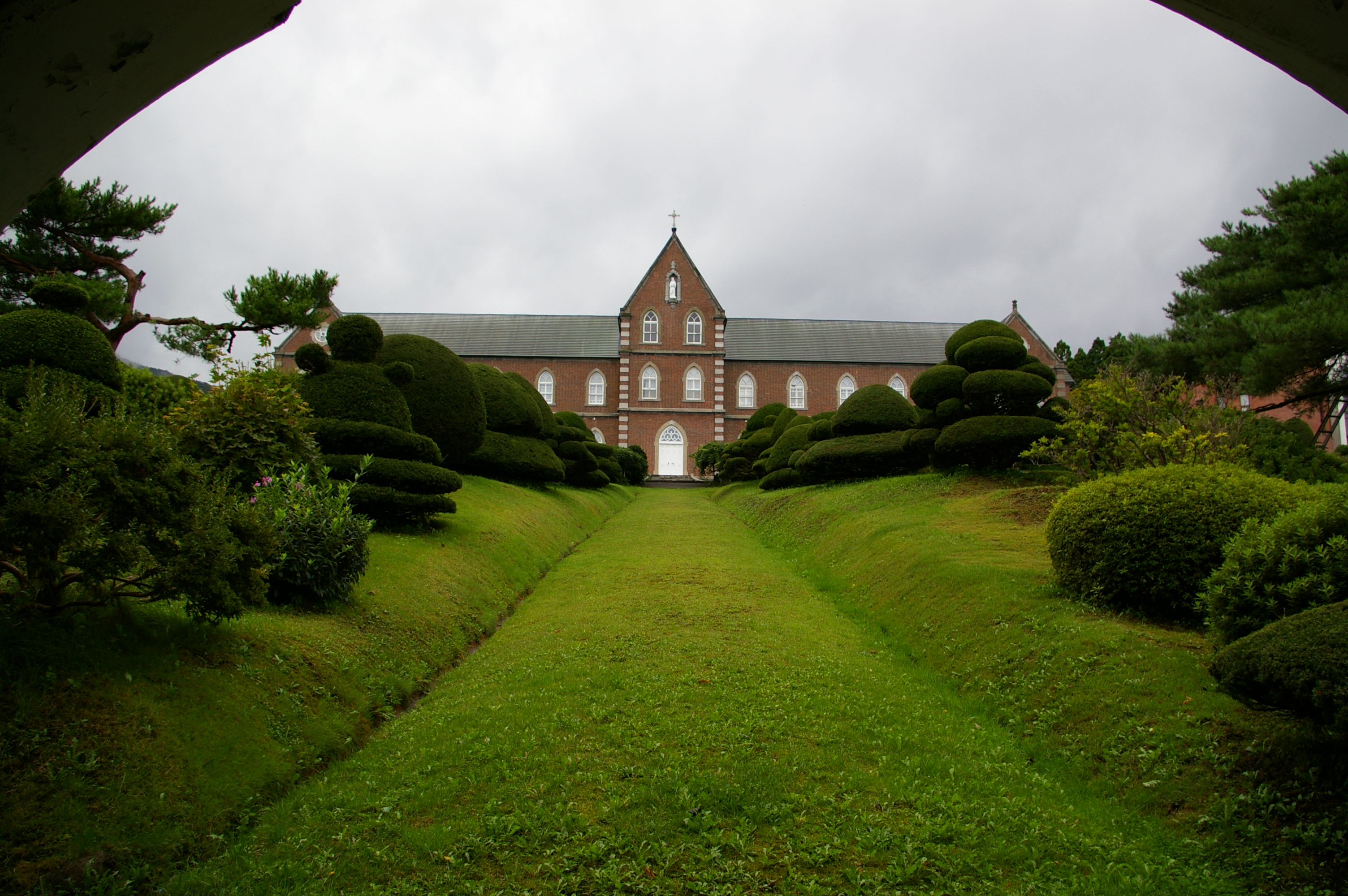
Kloster Phare

Kloster Phare (Tobetsu) (lat.  Abbatia Beatae Mariae de Pharo) ist eine japanische Trappisten−Abtei in Hokuto, Hokkaidō, Bistum Sapporo.

## Geschichte
Französische Mönche des chinesischen Klosters Consolation gründeten 1896  an der Tsugaru-Straße in Mitsuishi, Hokuto, nahe dem heutigen Bahnhof Oshima-Tobetsu, ein Tochterkloster, das sie Kloster unserer Lieben Frau vom Leuchtturm (französisch: Notre Dame du Phare, englisch: Our Lady of the Lighthouse) nannten. Es wurde der Betreuung durch Kloster Bricquebec unterstellt, dessen Abt Vital Lehodey sich der japanischen Klöster annahm.

### Obere, Prioren und Äbte
- Gérard Peuiller (1896–1925)
- Augustin Bréhier (1925–1931)
- Benoît Morvan (1931–1949, erster Abt ab 1936)
- Marc Jamme (1949–1851)
- Thomas d’Aquin Takashima (1951–1954)
- Alexis Noda Yukiyasu (1954–1962)
- Damien Uragushi Minoru (1962–1966)
- Bonaventure Mitsuno (1966–1986)
- Maur Takagi (1986–2004)
- Paul Takahashi Shigeyuki (2004–2005)
- Jean-Baptiste Sakamoto (2005–2008)
- Dom Francisco Yoshimoto Kunihiko (2009–2015)
- Aloysius Yokouchi Hiroshi (2015–)

### Gründungen
- 1925–1953: Kloster Shindenbaru der Heiligen Familie, ab 1953 Trappistinnenkloster
- 1980: Kloster Oita